# 青塘遗址
青塘遗址是广东省英德市一处旧石器至新石器时代过渡遗址。遗址位于青塘镇，北江支流滃江中游，发现于1959年，20世纪60年代和80年代曾进行考古调查，确定分布范围为黄门岩1号至4号洞、朱屋岩、吊珠岩及仙佛岩等。2016年至2018年，广东省文物考古研究所、北京大学考古文博学院等机构联合对该遗址进行考古发掘，确定遗址时间为距今2.5万年至1万年，发现墓葬、火塘等遗迹，出土石器、陶器、蚌器及动植物遗存。其中发现于黄门岩1号洞的墓葬为中国已知年代最早的可确定葬式的墓葬，墓主为13至18岁之间的女性，墓葬呈蹲踞葬式，随葬骨针一枚。2019年，该遗址列入2018年度全国十大考古新发现，当年入选第八批全国重点文物保护单位。